# Bétera
Bétera é um município da Espanha na província de Valência, Comunidade Valenciana. Tem 75,1 km² de área e em 2021 tinha 25 423 habitantes (densidade: 338,5 hab./km²).

## Demografia
| Variação demográfica do município entre 1991 e 2004 | Variação demográfica do município entre 1991 e 2004 | Variação demográfica do município entre 1991 e 2004 | Variação demográfica do município entre 1991 e 2004 |
| --------------------------------------------------- | --------------------------------------------------- | --------------------------------------------------- | --------------------------------------------------- |
| 1991                                                | 1996                                                | 2001                                                | 2004                                                |
| 9775                                                | 11619                                               | 15238                                               | 17188                                               |